# The Ritz
The Ritz (bra: A Sauna das Loucas) é um filme de comédia britânico-estadunidense de 1976, dirigido por Richard Lester, baseado na peça de 1975 de mesmo nome de Terrence McNally.

## Elenco
- Jack Weston como Gaetano Proclo
- Rita Moreno como Googie Gomez
- Jerry Stiller como Carmine Vespucci
- Kaye Ballard como Vivian Proclo
- F. Murray Abraham como Chris
- Paul B. Price como Claude Perkins
- Treat Williams como Michael Brick
- John Everson como Tigre
- Christopher J. Brown como Duff
- Dave King como Abe Lefkowitz
- Bessie Love como Maurine
- John Ratzenberger como patrono

## Recepção
O Rotten Tomatoes relata que 64% das 11 avaliações deram uma crítica positiva ao filme; com uma nota média de 5,7/10.